# ヴェルソワ
ヴェルソワ（Versoix）は、スイス連邦・ジュネーヴ州の北東端でレマン湖右岸に面した基礎自治体（コミューン）。ジュネーヴ州のコレ・ボッシー、ジャント、ヴォー州のシャヴァンヌ＝デ＝ボワ、ミーのコミューン、フランス・アン県との国境に囲まれている。